# Ricarda Huch
Ricarda Huch (Braunschweig, 18 juli 1864 – Kronberg im Taunus, 17 november 1947) was een Duits filosoof, historicus en schrijver. Ze werd in totaal zeven keer genomineerd voor de Nobelprijs voor Literatuur. Huch wordt door vele gezien als een van de belangrijkste vrouwelijke schrijvers van de twintigste eeuw.

## Biografie

### Vroege leven
Ricarda Huch werd geboren in Braunschweig als dochter van Georg Heinrich en Maria Louisa Huch.  Haar familie bestond uit kooplieden en was redelijk welgesteld.  Haar broer Rudolf en haar neven Friedrich en Felix waren schrijvers. Tijdens haar jaren in Braunschweig kreeg ze een geheime verhouding met haar neef Richard wat leidde tot een schandaal.
In 1887 vertrok ze naar Zwitserland om aan de Universiteit Zürich geschiedenis te studeren. Deze universiteit was de enige universiteit in Duitstalig Europa waar vrouwen mochten studeren. Huch behaalde in 1891 haar doctoraat met haar dissertatie over de ontwikkeling van de Zwitserse neutraliteit. Tijdens haar studietijd in Zürich ontwikkelde ze vriendschappen met Marie Baum, Hedwig Waser en Marianne Plehn. Hierna bleef ze nog tien jaar in Zwitserland wonen en gaf ze les over geschiedenis en literatuur op een meisjesschool in Zürich.

### Carrière

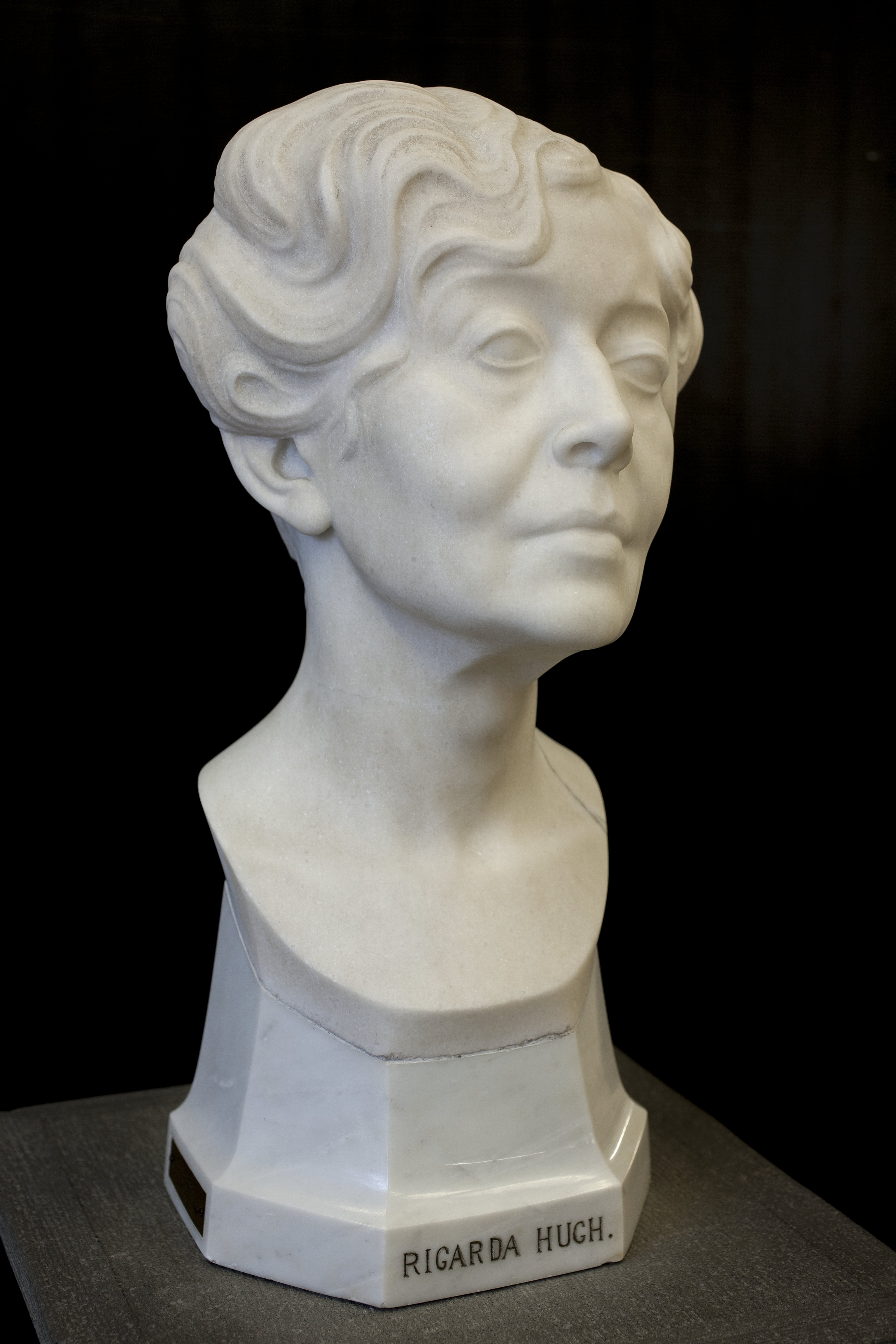
Standbeeld van Ricarda Huch, vervaardigd door Peter Peterich.

Tijdens haar periode in Zürich startte Huch met haar schrijverscarrière. In 1891 publiceerde ze een gedichtenbundel, Gedichte, en twee jaar later volgde haar eerste roman Erinnerungen von Ludolf Ursleu dem Jüngeren. In deze roman beschrijft de opkomst en de val van een Noord-Duitse patriciërsfamilie.
Ze keerde in 1897 kortstondig terug in Duitsland om vervolgens naar Wenen af te reizen waar ze huwde met een tandarts uit Triëst. De jaren hierop woonde ze in deze Italiaanse stad en beviel er van een dochter. Tijdens deze periode kreeg ze interesse voor de Italiaanse geschiedenis en cultuur en schreef ze haar eerste bekende roman Aus der Triumphgasse, dat in de stijl van het realisme geschreven was. In Triëst kon Huch moeilijk rondkomen van haar schrijven waarop ze voor een gedeelte van het jaar naar München trok. In 1908 scheidde ze van haar man en bleef ze in München wonen.
Tijdens de Eerste Wereldoorlog leefde Huch voor een groot deel van de tijd op neutraal terrein in Zwitserland. Gedurende deze tijd  schreef ze enkele historische boeken en essays als Der Große Krieg in Deutschland en "Wir Barbaren und die Kathedralen". Als een van de weinige Duitse schrijvers zou Huch zelf geen romans over de Eerste Wereldoorlog schrijven.
De Pruisische Dichter-Akademie nam Huch in 1926 als eerste vrouw in haar midden op. In 1927 verhuisde ze met haar dochter en haar schoonzoon Franz Böhm naar Berlijn en in 1931 kreeg ze van de stad Frankfurt am Main de Goethe Prijs. In 1933 verliet Huch de Akademie, als protest tegen het nieuwe Nazibeleid dat gericht was tegen joden. Huch nam het publiekelijk op voor de joodse schrijvers, maar dit had tot gevolg dat ze als schrijver genegeerd werd en haar financiële situatie verslechterde.

### Laatste jaren

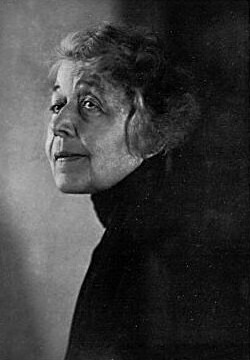
Ricarda Huch omstreeks 1930, gefotografeerd door Wanda von Debschitz-Kunowski.

Huch woonde haar laatste jaren in Jena, samen met haar dochter en kleinzoon. In 1944 verkreeg Huch als eerste de Wilhelm-Raabe-Preis voor haar complete oeuvre. Toen de Russen aan het einde van de oorlog het land bezetten behandelden ze Huch met het nodige respect. Een aantal dagen nadat Huch optrad als voorzitter van het eerste Congres van Duitse schrijvers in Berlijn overleed ze terwijl ze onderweg was naar haar familie in het Westen.

## Werk
Huch beoefende uiteenlopende  genres, zoals drama, lyrische poëzie, fictie, historische en literaire kritiek, historiografie, filosofie en theologie, genres die het bastion waren van mannelijke schrijvers. Haar baanbrekende werk over het Duitse romanticisme (Blütezeit der Romantik en Ausbreitung und Verfall der Romantik) beïnvloedde zowel de literaire kritiek van deze periode als de romantische levensstijl van het contemporaine Duitsland.
Ze vestigde haar naam als historicus met haar boek over de Dertigjarige Oorlog, dat drie weken na de moord op Frans Ferdinand van Oostenrijk-Este verscheen en met dit boek kwam er een einde aan de periode van neo-romanticisme en semi-autobiografische fictie die zij schreef. Tijdens de periode van de Weimarrepubliek schreef ze met name boeken over de Duitse negentiende-eeuwse geschiedenis.

## Nalatenschap
De asteroïde 879 Ricarda is naar haar vernoemd. De stad Darmstadt vernoemde de Ricarda-Huch-Preis naar haar. Dit is een prijs die om de drie jaar door de stad wordt uitgereikt.